# 瀧口浩一
瀧口 浩一（たきぐち こういち）は、日本の工学者。立命館大学理工学部電気電子工学科、教授。工学博士（東京大学）。専門は電子工学（光エレクトロニクス）。

## 略歴
- 茨城県潮来市（旧牛堀町）生まれ。潮来幼稚園、牛堀第一小学校、牛堀中学校、清真学園高等学校卒業。
- 1987年　東京大学工学部電子工学科卒業。
- 1992年　東京大学大学院工学系研究科電気工学専攻博士課程修了。工学博士。
- 1992-2012年　日本電信電話株式会社（NTT）、研究所。
- 1998-1999年　カリフォルニア大学サンタバーバラ校電子情報工学科、客員研究員。
- 2012年-　立命館大学理工学部電気電子工学科、教授。

## 所属学会
- IEEE、OSA、電子情報通信学会